# Meridolum depressum
Meridolum depressum é uma espécie de gastrópode  da família Camaenidae.
É endémica da Austrália.